# Abbekås
Abbekås – miejscowość (tätort) w Szwecji, w regionie administracyjnym (län) Skania, w gminie Skurup.
Według danych Szwedzkiego Urzędu Statystycznego liczba ludności wyniosła: 757 (31 grudnia 2015), 825 (31 grudnia 2018) i 821 (31 grudnia 2019).